# 磷酸二氫鋰
磷酸二氢锂是一種無機化合物，屬於磷酸二氢鹽，由鋰、磷、氧、氫組成，化學式為LiH2PO4。磷酸二氢锂可用于锂离子电池材料的制造。

## 制備
磷酸和氢氧化鋰反应，溶液pH为2.0~2.8时，即得到磷酸二氫鋰：
H3PO4 + LiOH → LiH2PO4
磷酸锂和磷酸的反应也能得到磷酸二氢锂。